# 阿姆斯特丹宣言
2002阿姆斯特丹宣言是國際人文主義和倫理聯盟在2002年世界人文主义大会50周年大会上一致通过的，关于现代人文主义基本原则的宣言。人文国际称，该宣言“是國際人文主義者與倫理聯盟的官方声明”。
它得到了人文国际所有成员组织的正式支持，包括：
- 荷兰人文协会（荷蘭語：Humanistisch Verbond）

- 美国人文主义者协会（英语：American Humanist Association）
- 英国人文主义者（英语：Humanists UK）
- 加拿大人文主义者（英语：Humanist Canada）
- 魁北克人文主义者协会（英语：Association humaniste du Québec）
- 挪威人文主义者协会（英语：Human-Etisk Forbund）
- 德国人文主义者协会（英语：Humanistischer Verband Deutschlands）
- 澳大利亚人文主义协会理事会（英语：Council of Australian Humanist Societies）
- 世俗人文主义委员会（英语：Council for Secular Humanism）
- 男女同性恋人文主义者协会（英语：Gay and Lesbian Humanist Association）
- 爱尔兰人文主义者协会（英语：Humanist Association of Ireland）
- 印度人文主义者联盟（英语：Indian Humanist Union）
- 印度智人基金会（英語：Sapiens Foundation, India）
- 菲律宾无神论者和不可知论者协会（英语：Philippine Atheists and Agnostics Society (PATAS)）

签署者的完整列表可以在人文国际官网页面上找到。
这份宣言中特地使用大写的和，这与人文国际的一般做法和建议相一致，即促进人文主义者身份定义统一。为了进一步推广该定义，按照人文国际知名成员的建议，这些词汇不应当被任何形容词修饰。这种用法在人文国际成员组织中并不普遍，尽管其中大多数组织确实遵守这些约定。

## 人文主义原则
人文国际官方认证的声明内容是：
1. 人文主义是道德的。人文主义认同个人的价值、尊严和自主权，以及每个人在不侵犯他人权利的情况下享有最大程度自由的权利。人文主义者对全人类负有谨慎责任，包括他们的子孙后代。人文主义者相信道德是人类天性的一部分，它来自于对他人的理解和关怀，而不需要外界强迫来产生。
2. 人文主义是理性的。人文主义提倡用科学来创造，而不是破坏。人文主义者相信，解决世界上的问题，依赖人的思考与行动，而不依赖神的干涉（英语：Divine_Intervention）。人文主义者提倡使用科学方法和自由思想，来解决与人类福祉有关的问题。不过，人文主义者也相信，利用科技时必须考虑到人的价值。科学给予我们方法，但目的必须来源于人的价值。
3. 人文主义支持民主和人权。人文主义强调，应当尽可能保证每个人最大限度地发展。人文主义坚持，民主和个人发展是每个人的权利。民主和人权的原则不仅适用于政策，在许多人际交往场景中也适用。
4. 人文主义强调，个人自由与社会责任不可分割。人文主义致力于建立一个这样的世界，其中人人享有个人自由、人人负有社会责任，且人人可以认识到人类对自然界的依赖与责任。人文主义反对教条主义，不强迫拥护者接受教条。因此，人文主义致力于教育，以摆脱灌输。
5. 人文主义响应淘汰宗教教条的普世诉求。世界上主要的宗教，宣称自己建立在亘古不变的启示之上，很多都会将自己的世界观强加于人。人文主义认识到，获取关于这个世界和我们自己的可靠知识，要通过持续的观察、评估与修正。
6. 人文主义重视艺术创造力和想象力，承认艺术的改造能力。人文主义重视文学、音乐、视觉艺术和表演艺术，因为它们有助于个人发展和自我充实。
7. 人文主义是一种生活目标（英语：lifestance），它旨在通过培养道德的和有创意的生活方式，来最大限度地充实自我，并提供一种道德和理性的方案，来处理我们面对的时代挑战。无论身在何处，人文主义都可以成为任何人的生活方式。

## 历史
1952年在荷兰举行的第一届世界人文主义者大会，人文国际通过了现代人文主义基本原则的宣言——阿姆斯特丹宣言。
在2002年世界人文主义大会50周年纪念大会上，国际人文主义者和伦理联合会一致通过了一项更新该宣言的决议——“2002阿姆斯特丹宣言”。